# マルティーヌ・ベズウィック
マルティーヌ・ベズウィック（Martine Beswick、1941年9月26日 - ）は、ジャマイカ出身の女優、ファッションモデル。入賞は逃したがミス・ジャマイカに出場したことがある。

## 来歴
ポートアントニオで、イギリス人の父親とジャマイカ人とポルトガル人の混血である母親の間に生まれる。
『007 ロシアより愛をこめて』（1963）のロマ女性役で映画デビュー。『007 サンダーボール作戦』（1965）では、ナッソーの連絡員役を演ずる。『紀元前3万年の女』（1967）で初主演。映画の他、テレビでも活動し、『スパイのライセンス』や『600万ドルの男』のゲスト、『サンタバーバラ』のセミレギュラーなどの出演をしている。
『恐竜100万年』で共演したジョン・リチャードソンと結婚するが、後に離婚。

## 主な出演作品
- 007 ロシアより愛をこめて　From Russia with Love （1963）
- 007 サンダーボール作戦　Tunderball （1965）
- 恐竜100万年　One Million Years B.C. （1966）
- 群盗荒野を裂く　Quien sabe? （1966）
- 紀元前3万年の女　Slave Girls （1967）
- 密室　The Penthouse （1967）
- バスタード　John il bastadro （1967）
- ジキル博士とハイド嬢　Dr Jykill & Sister Hyde （1971）
- 復讐の鬼探偵ロングストリート　Longstreet（1971）※テレビドラマのパイロット版
- ハッピーフッカー2　The Happy Hooker Goes Hollywood （1980）
- 超高性能兵器サイクロン　Cyclone（1986）
- マイアミ・ブルース　Miami Blues （1990）
- スケアクロウ　Night of the Scarecrow （1995）